# تراقيا الشرقية
تراقيا الشرقية هي الجزء الغربي، أو الأوروبي، من تركيا أي غرب مضيق البسفور، أو الجزء الشرقي من إقليم تراقيا. وتشمل الجزء الأوروبي من مدينة إسطنبول، أكبر مدن تركيا.

## في التاريخ
في عام 1444م، تجمع في تراقيا الشرقية جنود الروملي العثمانيون، والتقوا مع السلطان مراد الثاني الذي قدم في جيش الأناضول، ليسير الجيشان معا إلى مدينة ڤارنا في بلغاريا، لملاقة الصليبيين في معركة ڤارنا التي انتصر فيها العثمانيون انتصاراً ساحقاً.

## معرض صور

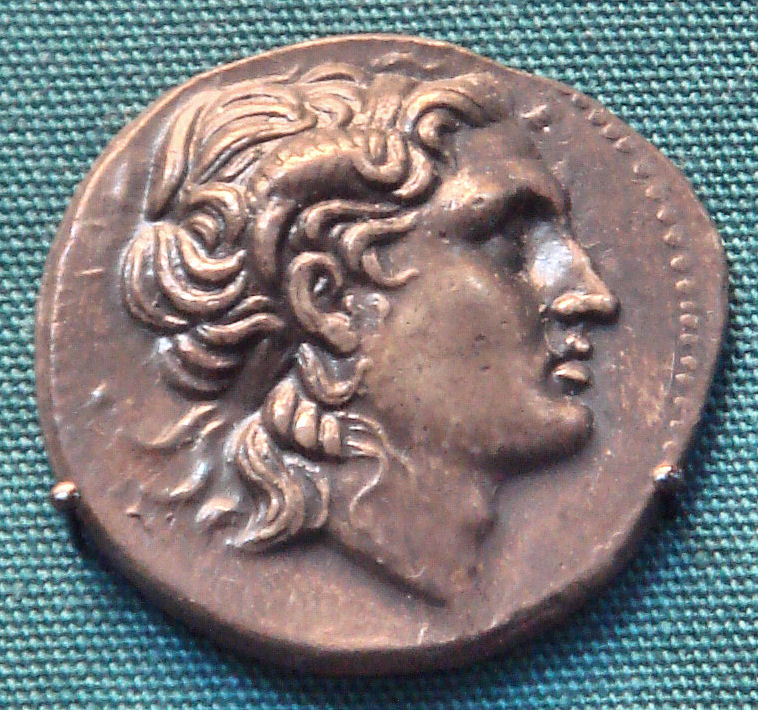
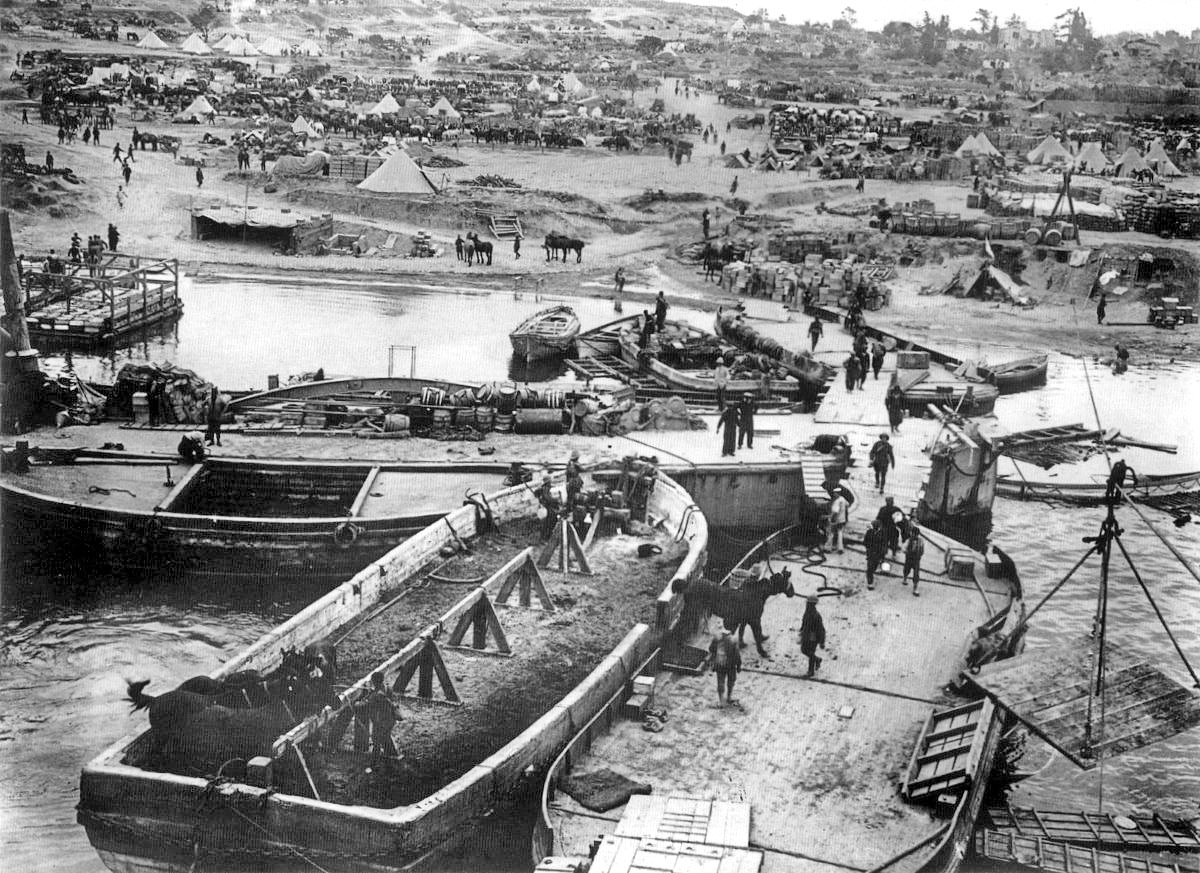
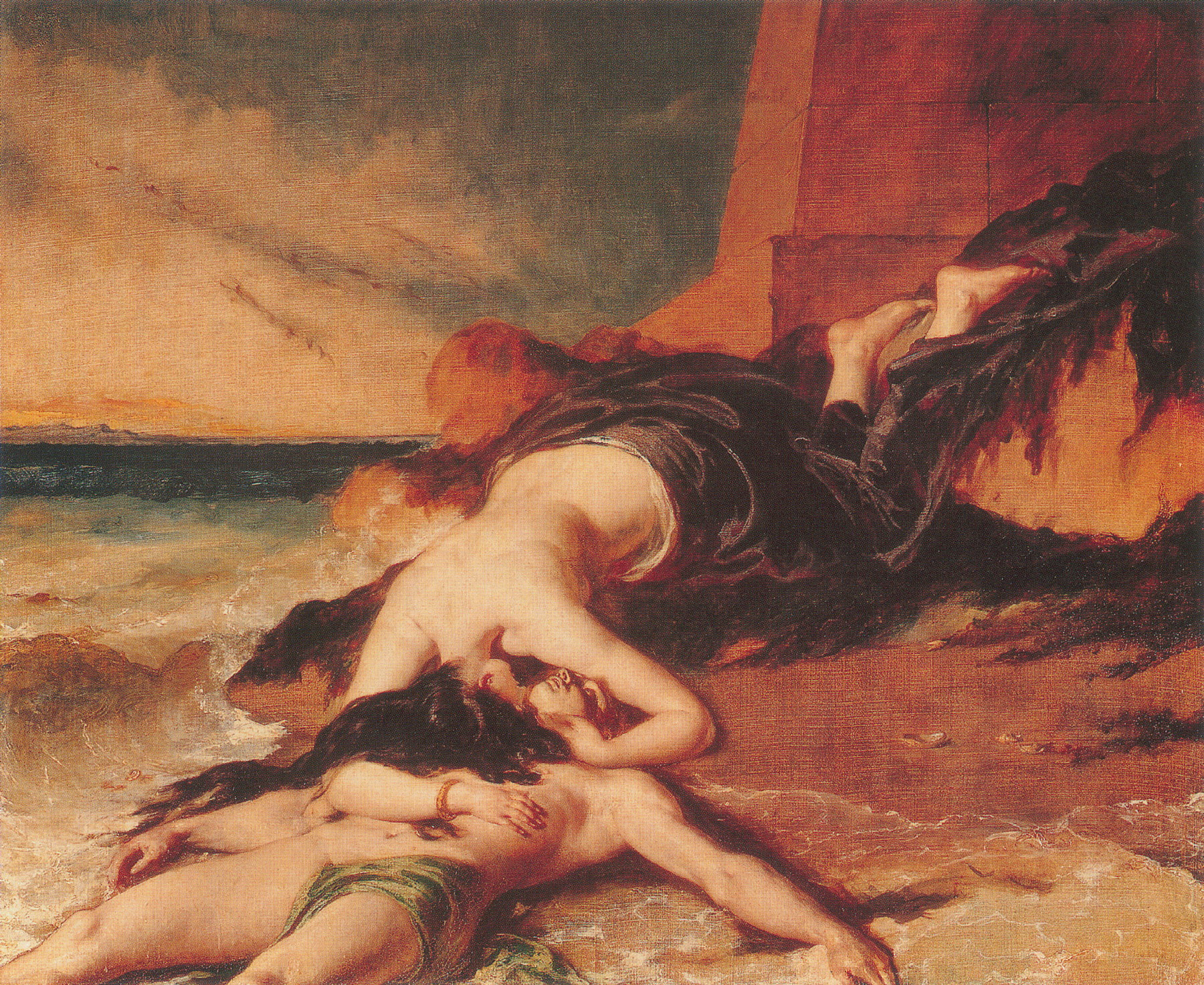
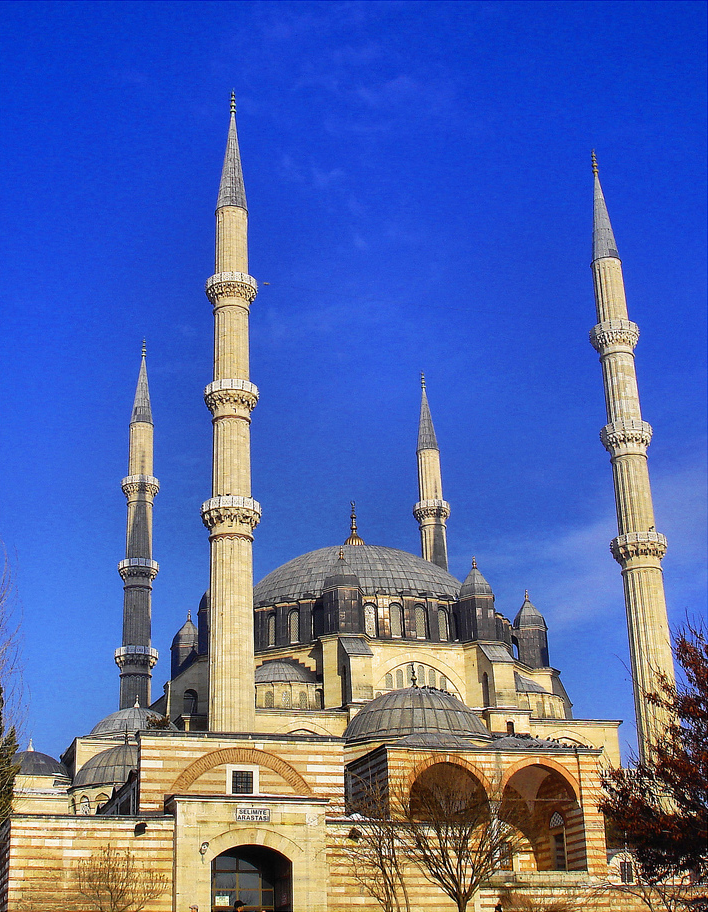